# Tankodrom (přírodní rezervace)
Přírodní rezervace Tankodrom je chráněné území ležící severozápadně od města Rakovníka, jižně od Olešné v oblasti Rakovnické kotliny. Přírodní rezervace byla vyhlášena v roce 1999 na ploše 31,2 ha. Území bylo do 90. let 20. století využíváno jako vojenské cvičiště. Vlivem pravidelné disturbance povrchu pomocí vojenské techniky a díky absenci intenzivního zemědělství se vytvořily podmínky pro vznik rozmanitých biotopů. Cílem péče je udržení těchto biotopů a zachování živočišných a rostlinných společenstev. Z nejzajímavějších druhů bezobratlých, obojživelníků a ptactva se zde vyskytují listonoh letní (Triops cancriformis), otakárek fenyklový (Papilio machaon), čolek horský (Triturus alpestris), ropucha krátkonohá (Bufo calamita), skřivan lesní (Lullula arborea), ťuhýk obecný (Lanius collurio), krutihlav obecný (Jynx torquilla). Na území rezervace rozkvétá zeměžluč okolíkatá (Centaurium erythraea), starček přímětník (Senecio jacobaea), mrvka myší ocásek (Vulpia myuros), bělolist menší (Filago minima).

## Lokalita

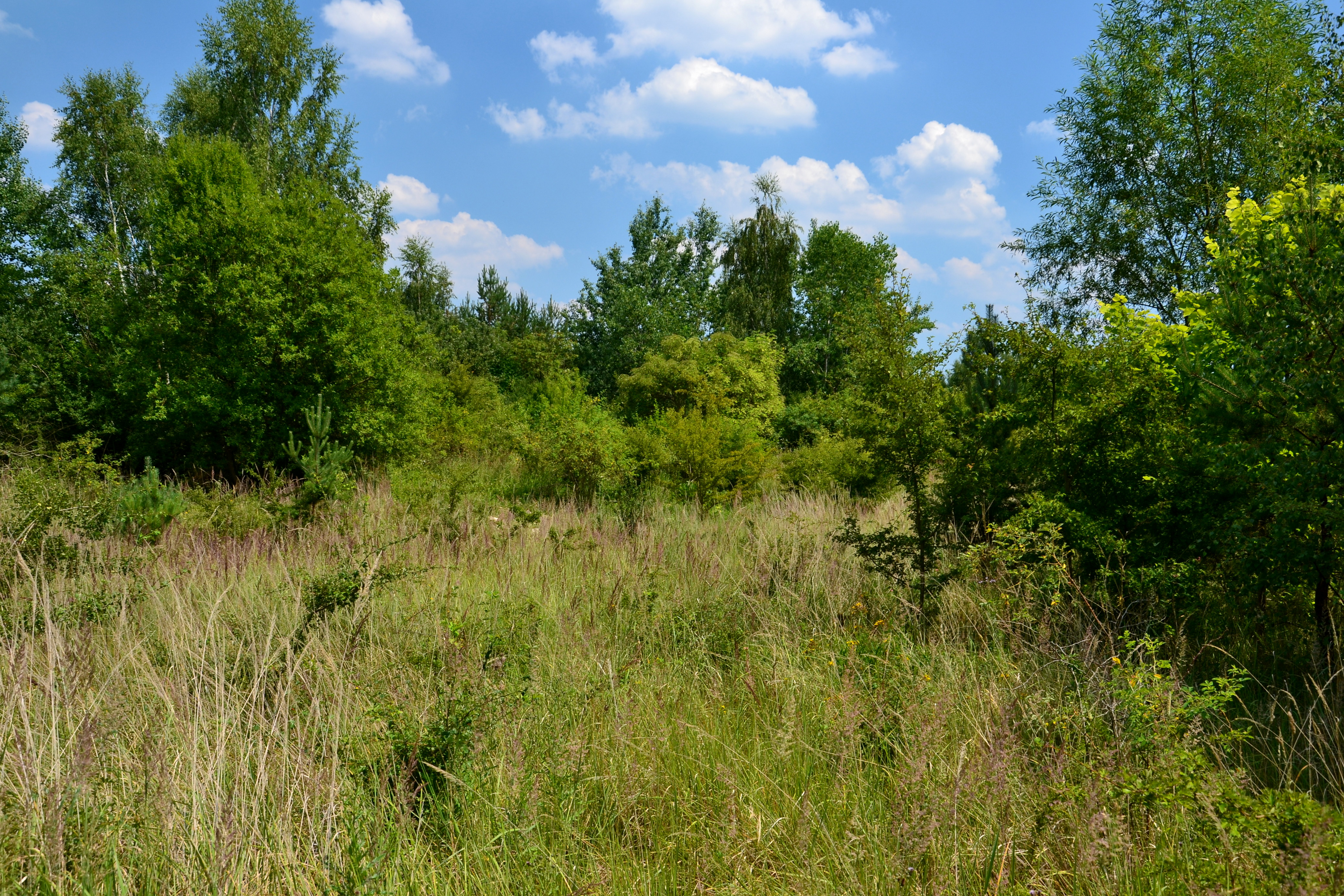
PR Tankodrom

Přírodní rezervace Tankodrom se nachází severozápadně od města Rakovníka, 1,3 km od obce Olešná v oblasti Rakovnické kotliny. Přírodní rezervace leží mezi 347 až 388 metry nad mořem a její celková výměra je 31,2 ha. Povrch se svažuje k jihovýchodu. Na jihu se napojuje na zemědělské pozemky údolí Rakovnického potoka, západní a severní hranici tvoří přibližně 80 let starý borový les a na východ od přírodní rezervace leží významný krajinný prvek U sv. Trojice.

## Historie

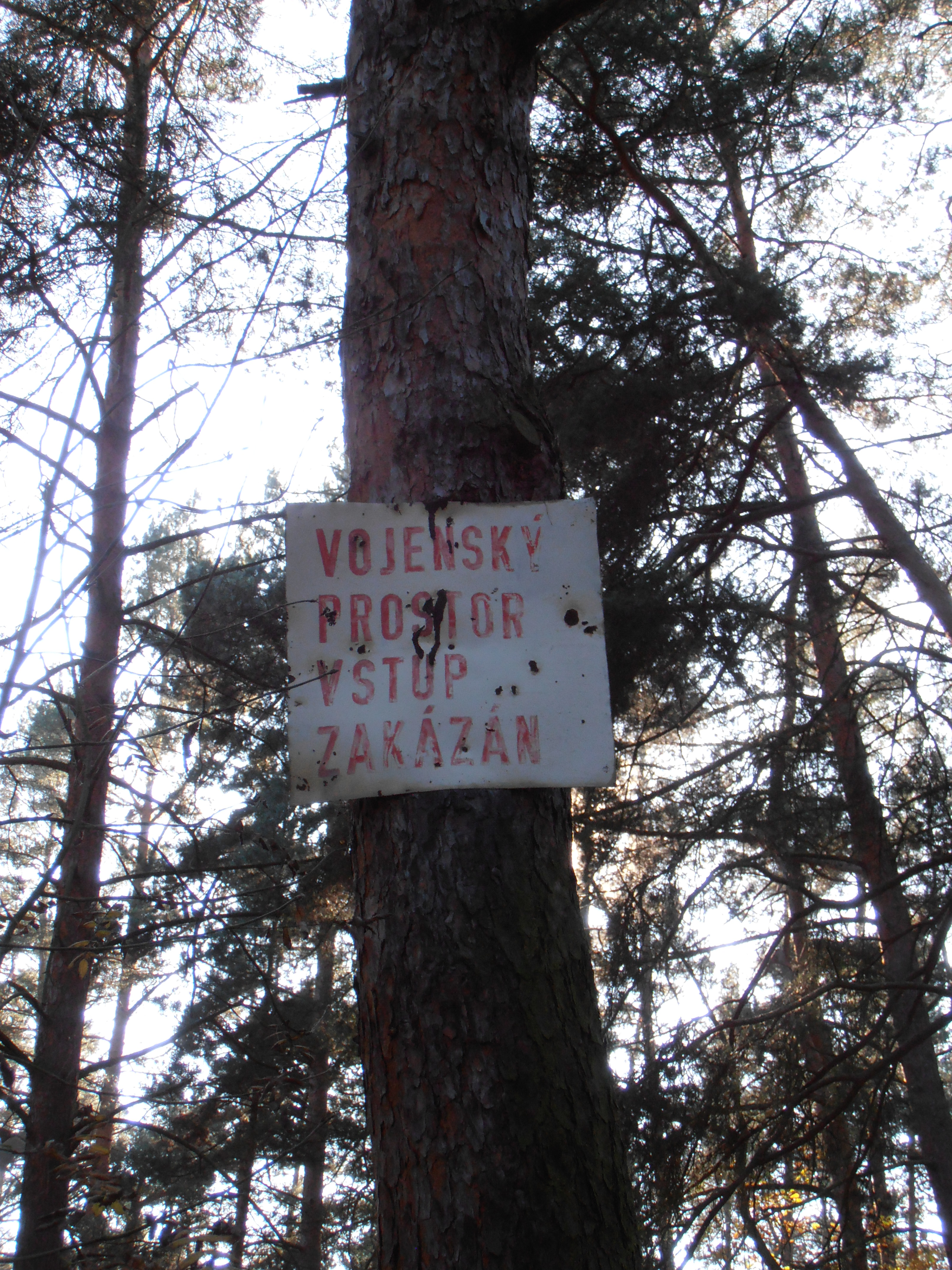
Vymezení bývalého vojenského prostoru

Území dnešní přírodní rezervace bylo v minulosti využíváno jako zemědělská plocha. V 50. letech 20. století bylo toto území zabráno armádou a bylo využíváno přibližně 40 let k vojenskému výcviku. Na vojenském prostoru probíhala zákopová a bojová cvičení a sloužil také jako cvičiště pro pásová vozidla. Vlivem vojenských cvičení a jízdám pásové a těžké kolové techniky docházelo k neustálé disturbanci povrchu, čímž byly vytvářeny mělké prohlubně, vysychající louže či tůně v tankových okopech. Právě toto narušování povrchu vedlo ke vzniku pestrých druhotných stanovišť. Velký význam pro výskyt některých druhů spočíval v absenci intenzivního zemědělství, spojeného i s využíváním pesticidů a hnojiv, a zamezení přístupu veřejnosti. V 90. letech 20. století přestala být část území využívána jako vojenské cvičiště a pozemek byl převeden na původní vlastníky. Avšak bez pravidelného narušování povrchu docházelo v počátku k silné sukcesi. Dne 1. listopadu 1999 bylo toto území prohlášeno za zvláště chráněné území. Aby se zabránilo pokračující sukcesi, proběhlo v roce 1997 odstranění části náletových stromů a křovin a v západní části k těžbě dřeva. Na počátku tisíciletí započalo každoroční kosení na menších plochách, které se v roce 2007 ještě rozšířily. V roce 2008 byl vypracován plán péče na období 2008 až 2017, který popisuje doporučený management pro přírodní rezervaci.

## Přírodní poměry
Přírodní rezervace se nachází v Rakovnické kotlině v oblasti Plzeňské pahorkatiny. Přírodní rezervaci tvoří tektonická a strukturní sníženina, jejíž horninové podloží je tvořeno arkózy s vložkami pískovců, slepenců, prachovců a červených jílovců na rozhraní westphalstefan svrchního karbonu. Na území jsou vyvinuty hluboké luvizemě a kambizemě. V severní a západní části přírodní rezervace se vzácně vyskytují výchozy skalního podkladu..

### Flóra

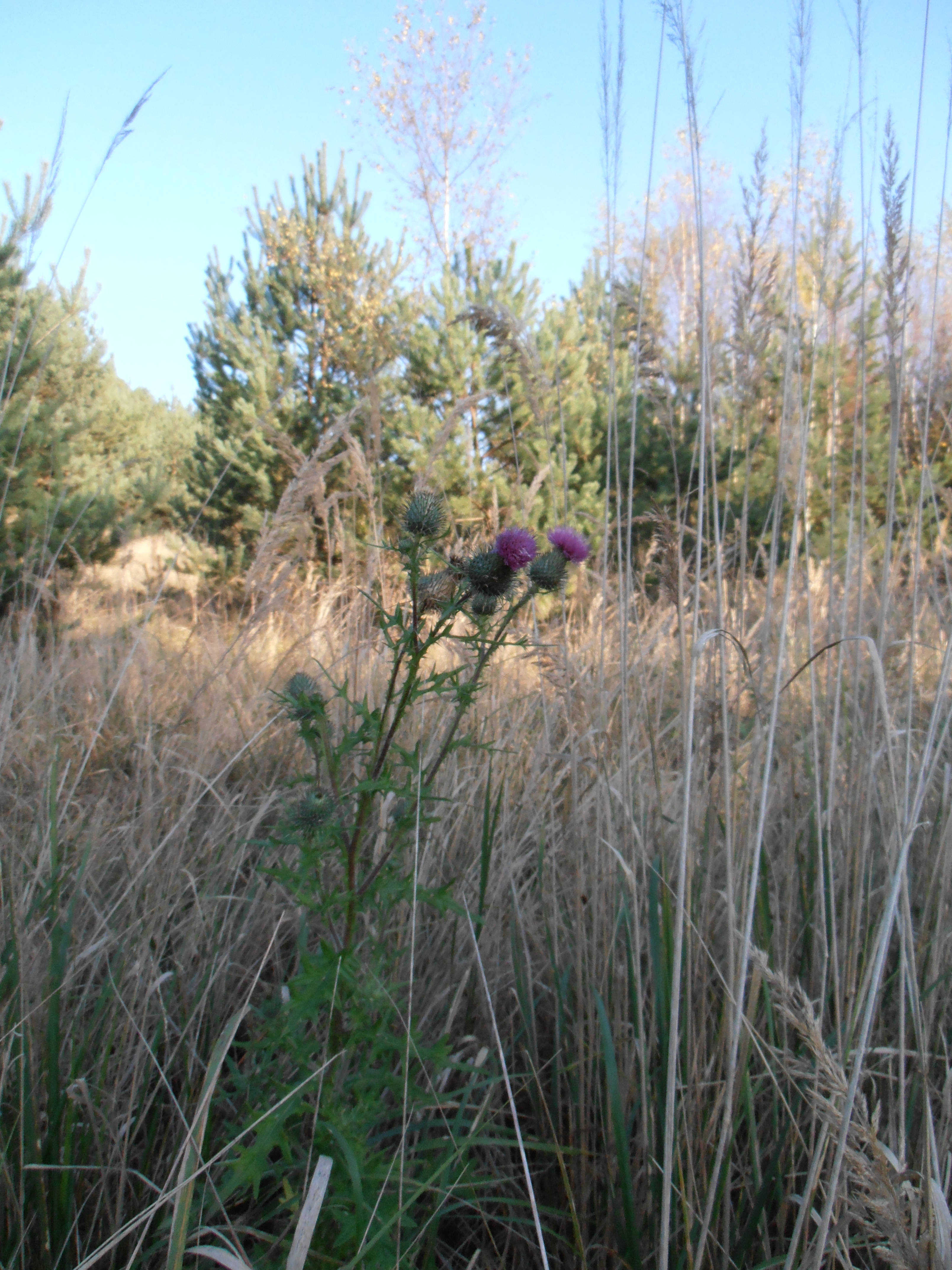
Pcháč oset (Cirsium arvense)

Větší část území porůstají druhy mezofilních ovsíkových luk. Vyskytuje se zde ovsík vyvýšený (Arrhenatherum elatius), sveřep měkký (Bromus hordeaceus), srha říznačka (Dactylis glomerata), kostřava červená (Festuca rubra), řebříček obecný (Achillea millefolium agg.), svízel povázka (Galium mollugo agg.), zvonek rozkladitý (Campanula patula), chrastavec rolní (Knautia arvensis), štírovník růžkatý (Lotus corniculatus), jetel luční (Trifolium pratense) a jetel pochybný (Trifolium dubium). Důležitým druhem tohoto společenstva je starček přímětník (Senecio jacobaea), který je živnou rostlinou pro motýla přástevníka starčkového (Hypocrita jacobaeae). Ze vzácnějších druhů zde rozkvétá zeměžluč okolíkatá (Centaurium erythraea). Na plochách s vyšším obsahem živin dochází k zarůstání třtinou křovištní (Calamagrostis epigejos) a nachází se zde invazní bělotrn kulatohlavý (Echinops sphaerocephalus).  V území vytrvává také řada nitrofilních plevelů, jako je pcháč oset (Cirsium arvense), pelyněk černobýl (Artemisia vulgaris) a kapustka obecná (Lapsana communis).
Na sešlapávaných plochách se uplatňuje chmerek mnohoplodý (Scleranthus polycarpos), jetel rolní (Trifolium arvense), mochna stříbrná (Potentilla argentea), turan ostrý (Erigeron acris agg.). Z ohrožených druhů nutno jmenovat mrvku myší ocásek (Vulpia myuros) a bělolist menší (Filago minima). Do tůní vzniklých zatopením tankových okopů migrují druhy vodních rostlin, jako například žabník jitrocelový (Alisma plantago-aquatica), orobinec úzkolistý (Typha angustifolia), bahnička (Eleocharis palustris) a sítina klubkatá (Juncus conglomeratus). Po ukončení vojenských cvičení podléhá území zarůstání náletovými dřevinami, zejména břízou bělokorou (Betula pendula), topolem osikou (Populus tremula), vrbou jívou (Salix Caprea), borovicí lesní (Pinus sylvestris) a z keřů jsou to hlohy (Crataegus sp.), růže (Rosa sp.), trnka obecná (Prunus spinosa).

### Fauna

#### Bezobratlí
Koncem 90. let 20. století byl zaznamenán kriticky ohrožený korýš listonoh letní (Triops cancriformis) a žábronožka sp. Ze zástupců řádu motýlů jde o otakárka fenyklového (Papilio machaon), batolce duhového (Apatura iris) a lišaje pryšcového (Hyles euphorbiae). 

#### Obojživelníci
Kvůli absenci pravidelného narušování povrchu vojenskou činností dochází k vysychání a zániku kaluží a tůní. To má negativní vliv na výskyt obojživelníků, kteří obývali právě tyto vodní plochy. Byla to například ropucha zelená (Bufo viridis), jejíž výskyt nebyl zaznamenán od roku 1990, ropucha krátkonohá (Bufo kalamita), jejíž výskyt opět nebyl zaznamenán od roku 2002, a ropucha obecná (Bufo bufo), která nebyla zjištěna od roku 2003. Podobný osud potkal i silně ohrožený druh čolka obecného (Triturus vulgaris) a čolka horského (Triturus alpestris).

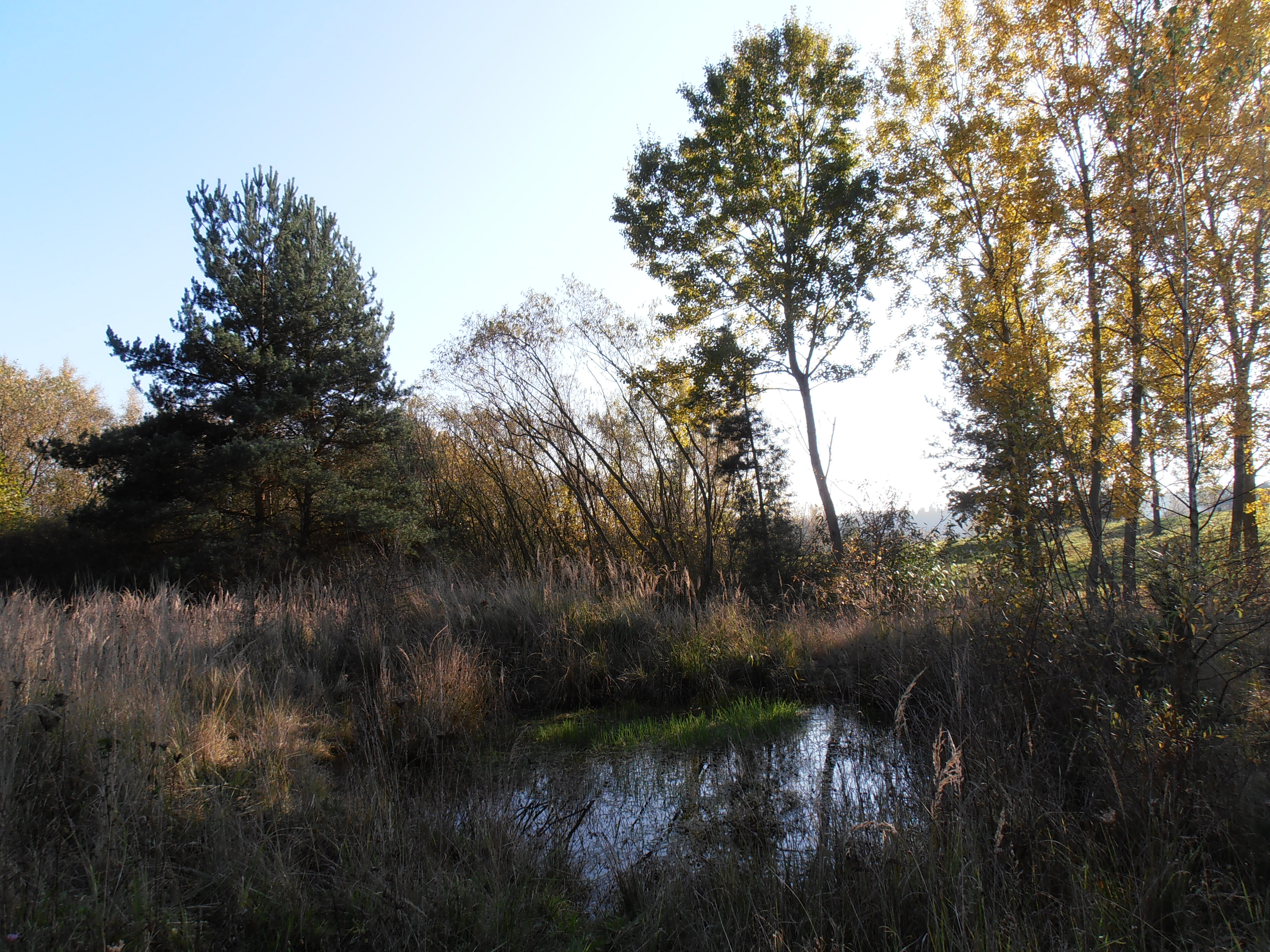
Tůně v PR Tankodrom

#### Ptáci
Mezi charakteristický druh rezervace patří skřivan lesní (Lullula arborea), který je vázán na písčité obnažené půdy řídkých travních porostů. Nejčastěji se vyskytuje při okrajích borových lesů. Z důvodu postupující sukcese dochází ke snižování početnosti tohoto druhu na území přírodní rezervace.  Podobný biotop obývají dva druhy. Bramborníček hnědý (Saxicola rubetra), který je vázán na vyšší travní porost s velmi řídkými nízkými keři a který se na území přírodní rezervace objevuje při jarním a podzimním tahu, a pěnice hnědokřídlá (Sylvia communis), která vyžaduje otevřené travnaté plochy s jednotlivými keři.
Zarůstáním okrajových částí přírodní rezervace je ohrožený ťuhýk obecný (Lanius collurio), který obývá otevřené krajiny s roztroušenou zelení a vyžaduje dostatek hmyzu. Podobné potravní nároky má pěnice vlašská (Sylvia nisoria). Jejím biotopem jsou křoviny u vysokých nesečených trav.
Mezi zástupce řádu šplhavců na území přírodní rezervace patří krutihlav obecný (Jynx torquilla). Vyžaduje prostředí s dostatkem potravy (mravenci). Hnízdí v dutinách stromů, ale i v umělých budkách, které jsou na podporu populace rozmístěné v okolí přírodní rezervace.
Lesíky vzniklé sukcesí, či okraje borového lesa na severní straně rezervace obývá žluva hajní (Oriolus oriolus), čečetka zimní (Acanthis flammea), lejsek šedý (Muscicapa striata) či rehek zahradní (Phoenicurus phoenicurus).
V přírodní rezervaci byly zastiženy i určité druhy dravců. Jedná se o včelojeda lesního (Phoenicurus phoenicurus), kterému rezervace slouží pouze jako potravní teritorium, jestřába lesního (Accipiter gentilis), jehož biotopem jsou lesní komplexy v okolí přírodní rezervace, motáka pochopa (Circus aeruginosus) hnízdícího mimo přírodní rezervaci, krahujce obecného (Accipiter nisus) obývajícího okraje lesa v přírodní rezervaci a další druhy, které zde lze potkat jednotlivě na tahu, jako jsou moták pilich (Circus cyaneus), luňák červený (Milvus milvus) a luňák hnědý (Milvus migrans).
Pro pěvce slouží území přírodní rezervace jako tahová zastávka a také jako zdroj potravy v zimních měsících. V zimě je možné potkat drozda kvíčalu (Turdus pilaris), dlaska tlustozobého (Coccothraustes coccothraustes) a v menších hejnech drozda cvrčalu (Turdus iliacus). Při jarním tahu se zde objevují rákosník zpěvný (Acrocephalus palustris), rákosník obecný (Acrocephalus scirpaceus) a linduška luční (Anthus pratensis).
Díky zvyšujícímu se podílu dřevin a keřů došlo k navýšení počtu hnízdících párů, například hrdličky divoké (Streptopelia turtur) nebo drozda brávníka (Turdus viscivorus). Byl zaznamenán výskyt také kriticky ohroženého strnada lučního (Miliaria calandra) a ohroženého druhu slavíka obecného (Luscinia megarhynchos).
Ze vzácných druhů je možné jmenovat dudka chocholatého (Upupa epops), který byl zastižen v roce 2001 v období tahu, a kulíška nejmenšího (Glaucidium passerinum), u kterého se předpokládá, že obývá okolní kultury smrkového lesa.

#### Savci
Na území přírodní rezervace se lze výjimečně setkat s králíkem divokým (Oryctolagus cuniculus). Hojněji se zde pak vyskytuje zajíc polní (Lepus europaeus), srnec obecný (Capreolus capreolus), liška obecná (Vulpes vulpes), jezevec lesní (Meles meles) a prase divoké (Sus scrofa).

## Ochrana

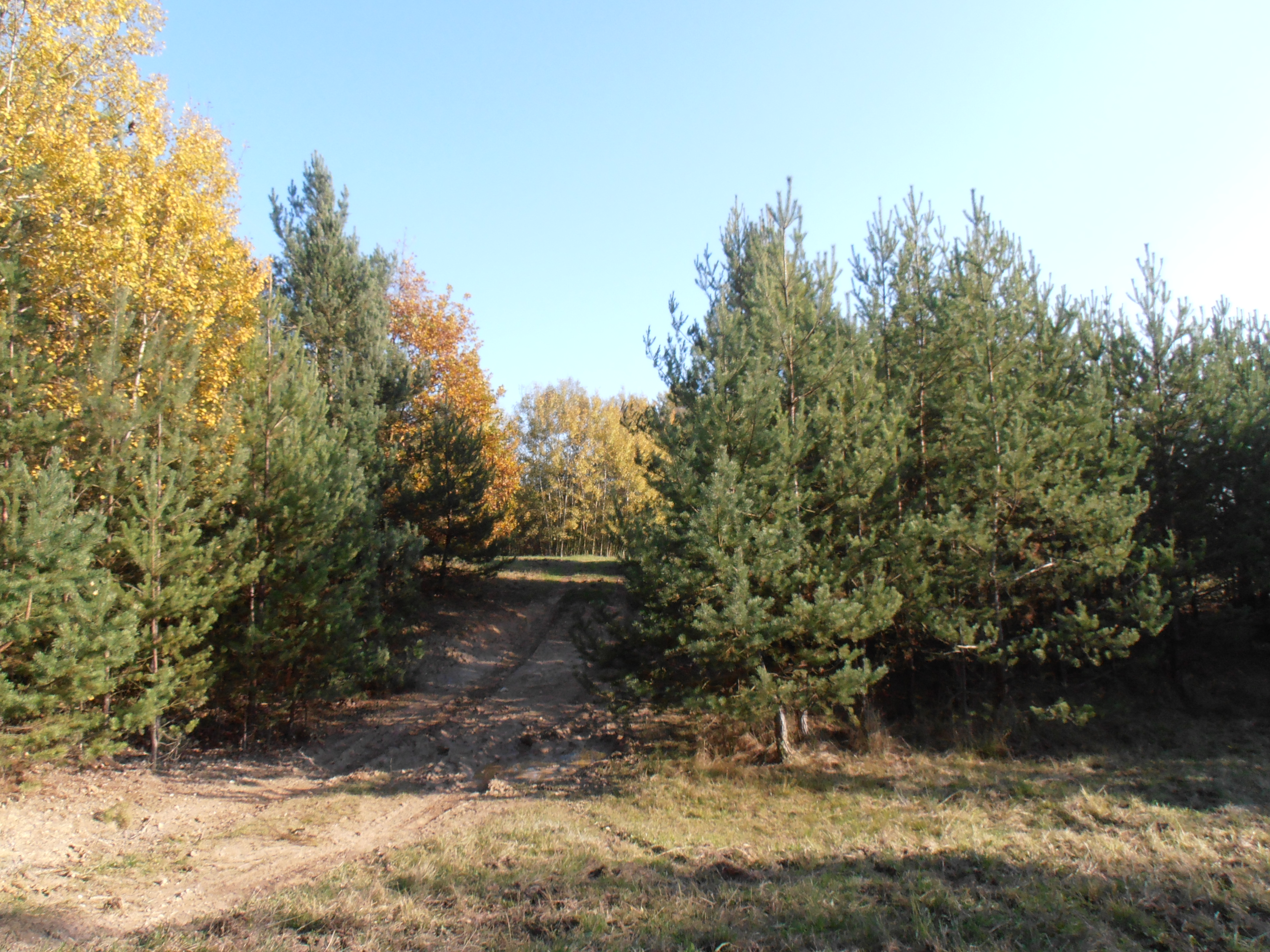
Cesta v PR Tankodrom

Hlavním cílem péče je udržení rozmanitých biotopů, vzniklých díky vojenské činnosti, a zachování a ochrana rostlinných a živočišných společenstev v přírodní rezervaci. V roce 2008 byl vypracován plán péče, ve kterém je popsán vhodný management pro jednotlivé plochy na území přírodní rezervace.
Na plochách s převahou dřevin by mělo docházet alespoň jednou za 10 let k redukci náletových nebo i vzrostlých dřevin a minimálně jednou za 5 let k redukci náletových křovin vysokých do 1 metru. Na plochách s travním porostem bez stromů ovšem s četnými křovinami je doporučen stejný management jako v předchozím případě. Navíc se má zabránit možnému šíření křovin pomocí sečení travních porostů jedenkrát za 3 roky. Častější kosení se nedoporučuje kvůli zachování biotopu pro pěnici vlašskou (Sylvia nisoria), ťuhýka obecného (Lanius collurio), cvrčilku zelenou (Locustella naevia) a bažanta obecného (Phasianus colchicus). Na pravidelně kosených plochách, kde se vyskytují ostrůvky křovin i stromů, již probíhá vhodný management. Kosení je prováděno jednou ročně a jsou ponechávány samotné keře a skupiny stromů.

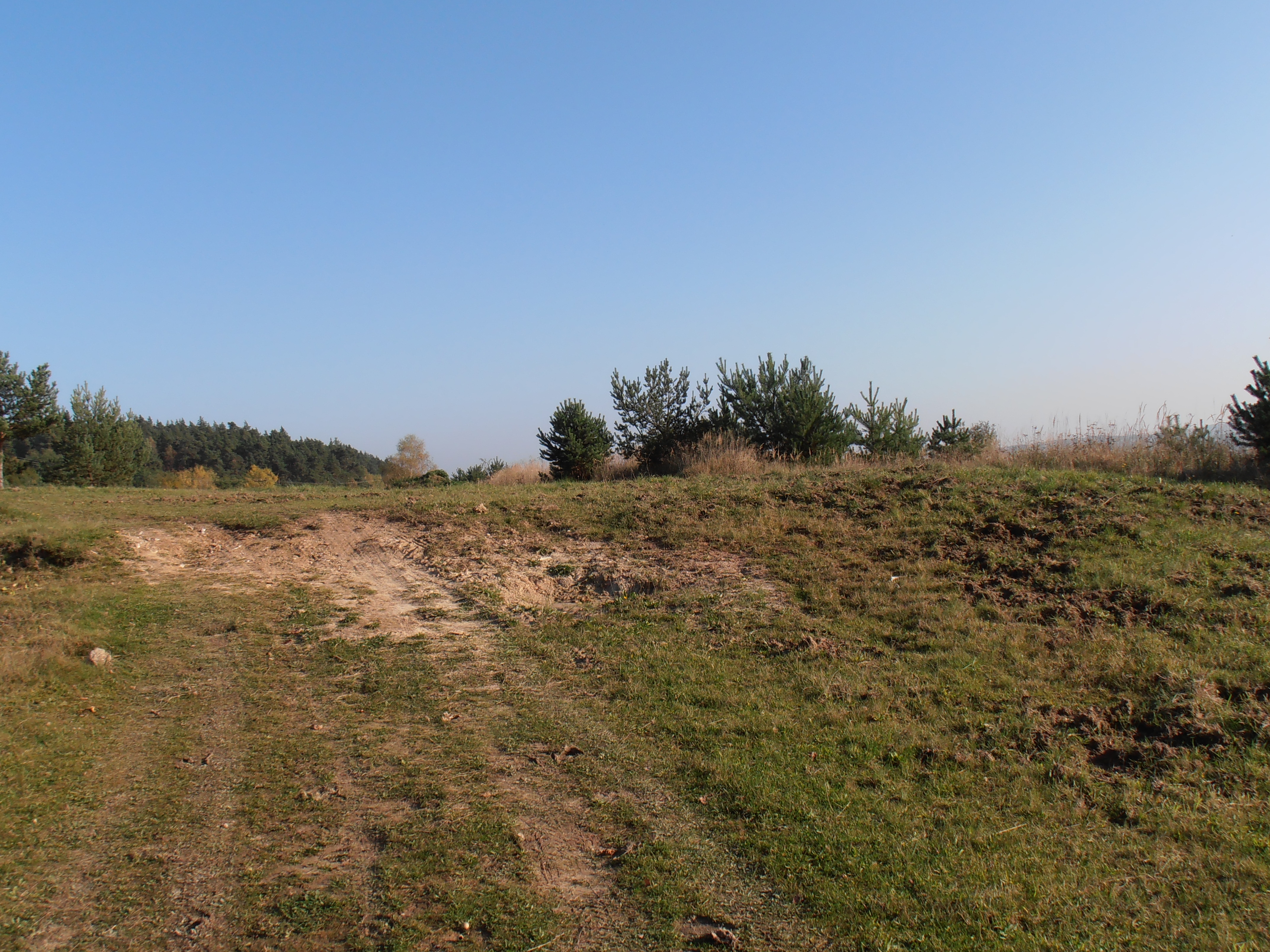
Obnažený povrch

Plochy pokryté travními porosty s pravidelným obnažováním půdního povrchu vytvářejí biotop, který podmiňuje výskyt bramborníčka černohlavého (Saxicola rubicola), skřivana lesního (Lullula arborea), bělořita šedého (Oenanthe oenanthe). Tyto plochy je nutné zachovat a je doporučeno půdní povrch narušovat v minimálním intervalu jednoho roku s použitím například zemědělské techniky. Poslední plocha travního porostu se nachází na místech s nezapojenou vegetací. Jsou to sušší stanoviště v oblastech výchozů skalního podkladu, obnažených vyvýšenin a sešlapávaných ploch. Uplatňuje se zde například chmerek mnohoplodý (Scleranthus polycarpos), jetel rolní (Trifolium arvense), turan ostrý (Erigeron acris agg.), mrvka myší ocásek (Vulpia myuros) a bělolist menší (Filago minima). Z důvodu minimálního zarůstání není doporučen žádný zvláštní typ managementu, pouze opatrné narušení povrchu nejméně jednou za rok. Na plochách s výskytem soliterních dubů by mělo docházet minimálně jednou za 3 roky ke kosení travního porostu, expandujících křovin a popřípadě k odstranění dřevin kromě dubů.

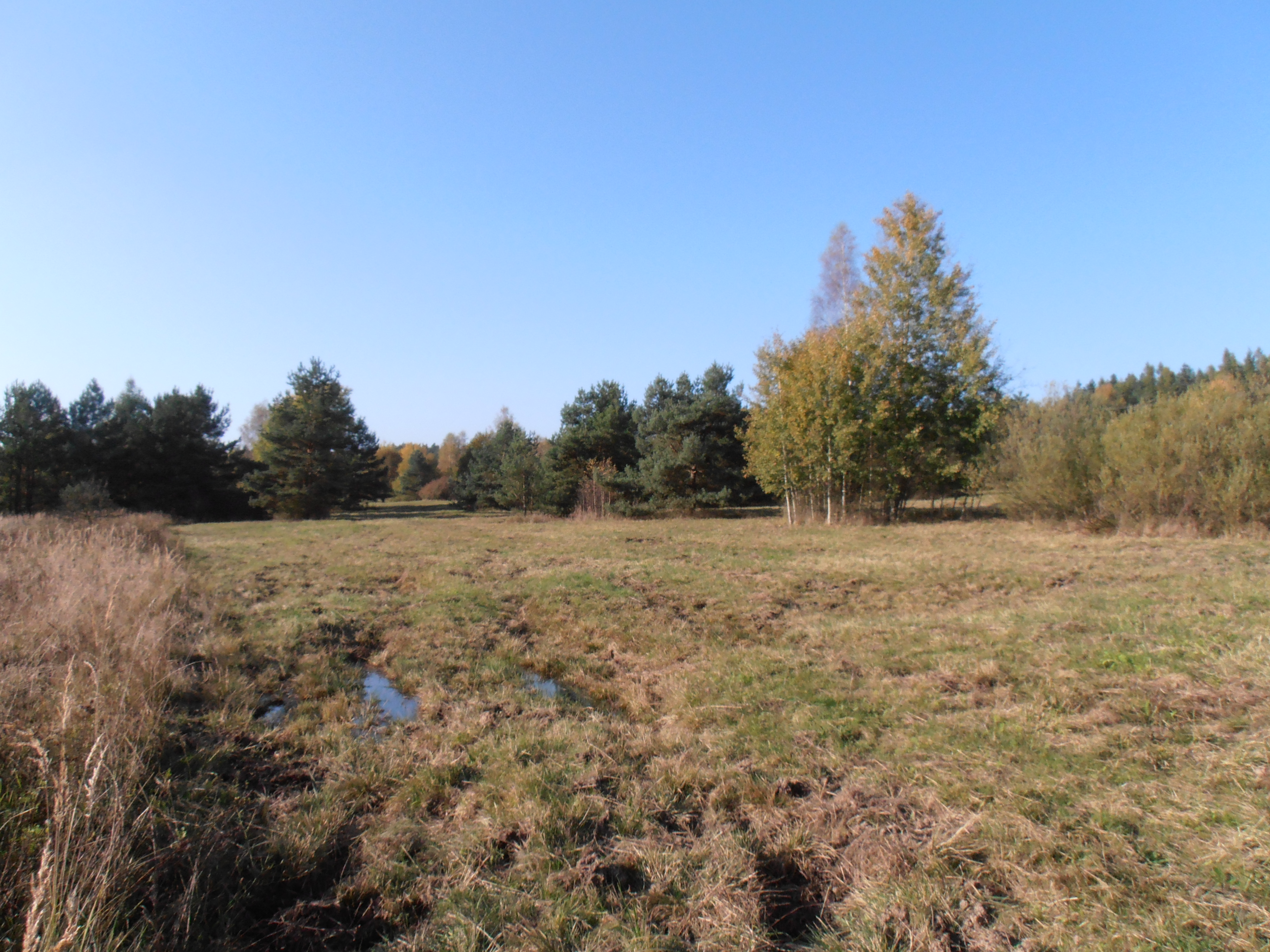
Narušovaný povrch

Plocha s hlinitopísčitou stěnou může sloužit jako studijní plocha pro plazy, hlodavce a břehuli říční (Riparia riparia). Pro vznik této plochy je doporučeno vytvořit svislou stěnu o výšce 1,5 až 2 metry a o délce 8 metrů. Plochy s výskytem tůní tvoří velmi důležitý biotop. Z důvodu zanikání a vysychání tůní vymizela například ropucha krátkonohá (Bufo kalamita) či čolek horský (Triturus alpestris). Proto je nutné tyto tůně udržovat a obnovovat nejméně jednou za 3 roky. Poslední plochou s nutným managementem jsou plochy s výskytem původních cest. Tyto původní cesty je doporučeno udržovat a obnovovat pomocí například zemědělské techniky nejlépe jednou za rok, nebo alespoň jednou za období platnosti plánu péče. V bezodtokových oblastech cest se mohou pak vytvářet dočasné či trvalejší kaluže, ve kterých byl koncem 90. let 20. století zaznamenán listonoh letní (Triops cancriformis) a žábronožka sp.

## Turismus

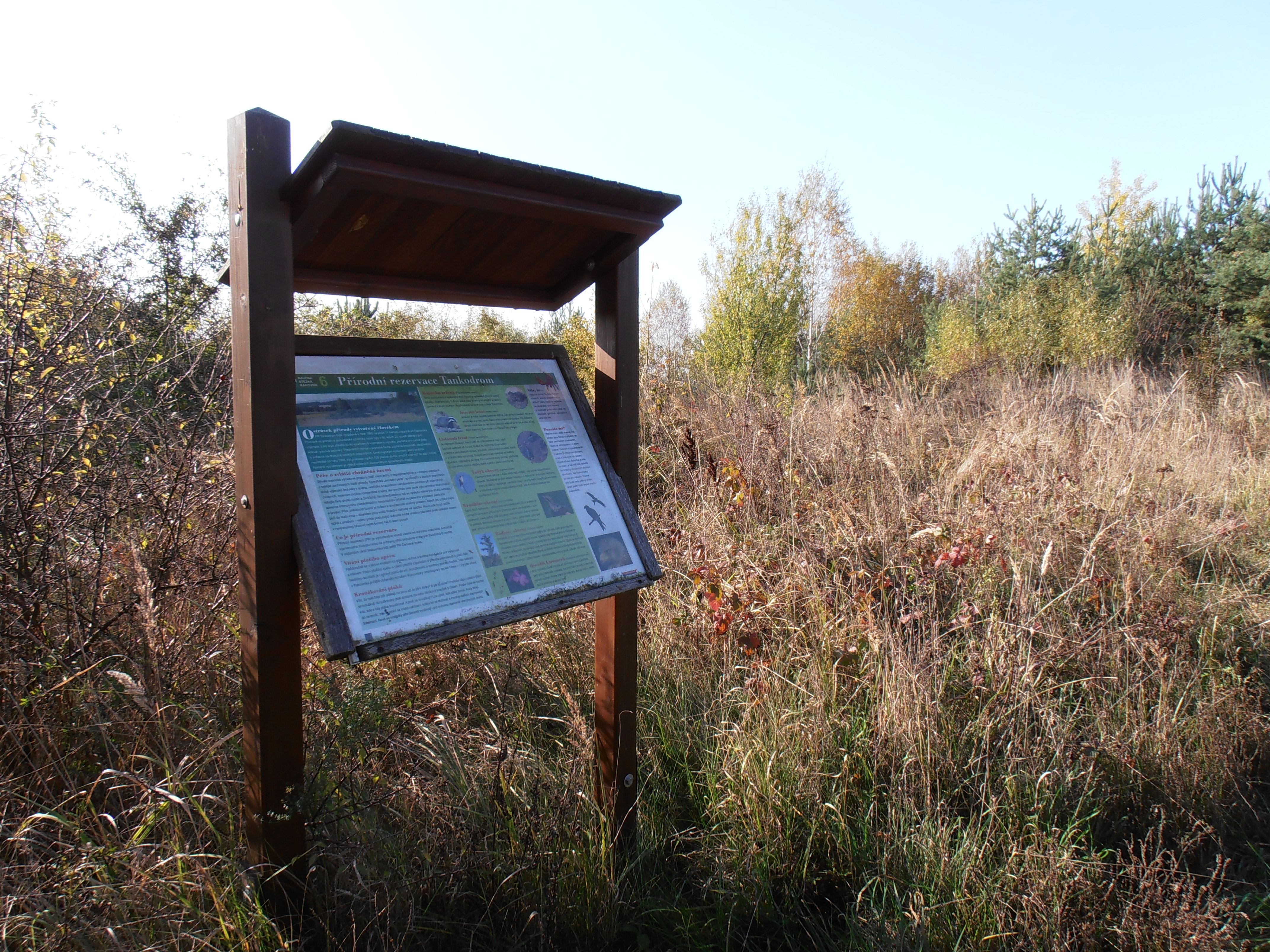
Informační cedule v rámci naučné stezky Rakovník

Přírodní rezervaci Tankodrom je věnována zastávka v rámci naučné stezky Rakovník. Stezka je dlouhá 4 km a vede přes město Rakovník i jeho okolím. Celá stezka má 10 zastávek s informačními cedulemi. Přírodní rezervace Tankodrom je zastávka číslo 6. Na informační ceduli se lze dočíst základní informace o přírodní rezervaci včetně historie. Informační cedule také představuje ve zkratce floru a faunu, kterou je možné v přírodní rezervaci nalézt. Navíc zve k akci s názvem „Vítání ptačího zpěvu“ a lze se zde dozvědět něco málo o kroužkování ptáků. Samotná přírodní rezervace Tankodrom se nachází od této informační cedule vzdušnou čarou přibližně 1,5 km.